# Kampfweste

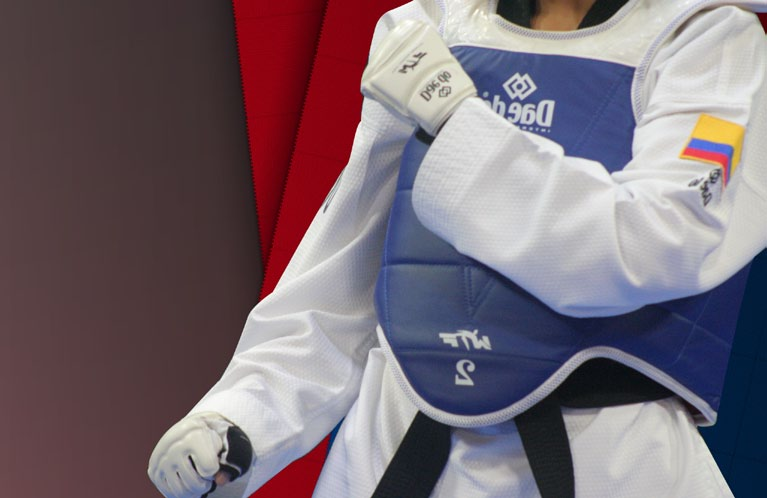
Taekwondo Kampfweste

Eine Kampfweste dient beim Training oder Wettkampf von Kampfsportarten zum Schutz des Torso vor Schlägen, Stößen oder Tritten. Im Wettkampf werden Kampfwesten mit unterschiedlichen Farben getragen, die zur verbesserten Punktewertung mit Sensoren ausgestattet werden können. Im Taekwondo wird auf Wettkämpfen eine Kampfweste als Schutzweste getragen.